# Corentin Ermenault
Pour les articles homonymes, voir Ermenault.
Corentin Ermenault, né le 27 janvier 1996 à Amiens, est un coureur cycliste français. Il pratique le cyclisme sur route et sur piste. Il est notamment double champion d'Europe de poursuite individuelle (2016 et 2019) et de poursuite par équipes (en 2016 et 2017).

## Biographie

### Débuts cyclistes et carrière chez les amateurs
Corentin Ermenault est le fils de Philippe Ermenault, ancien pistard champion olympique de poursuite par équipes en 1996 et champion du monde de poursuite à deux reprises notamment. Encouragé par son père à pratiquer tous les sports sauf le cyclisme, il pratique le football de 4 à 14 ans au sein du club du RC Salouel. Par la suite, il se tourne vers le cyclisme et se spécialise dans les épreuves sur piste et les contre-la-montre sur route. 
En 2013, il obtient ses premières sélections avec l'équipe de France juniors. Pour cette première année dans la catégorie, il se classe notamment quatrième du championnat d'Europe du contre-la-montre et septième du championnat du monde du contre-la-montre. Sur piste, il remporte son premier titre international et devient championnat d'Europe de l'américaine juniors avec Jordan Levasseur. Lors de ces championnats d'Europe juniors, il ajoute à sa collection l'argent avec Valentin Madouas, Jordan Levasseur et Clément Barbeau en poursuite par équipes et le bronze en poursuite individuelle. 
En 2014, après avoir décroché la médaille d'argent au championnat d'Europe du contre-la-montre juniors derrière l'Allemand Lennard Kämna, il devient champion d'Europe de course aux points juniors et champion de France du contre-la-montre juniors. En fin de saison, il termine quatorzième des mondiaux du contre-la-montre juniors et se montre très déçu de sa performance.
Il rejoint l'équipe élite du CC Nogent-sur-Oise en 2015. Pour sa première saison sous ses nouvelles couleurs, il obtient ses meilleurs résultats sur piste en obtenant la médaille de bronze du championnat d'Europe de poursuite espoirs, ainsi que deux podiums aux championnats de France.
En 2016, avec l'équipe de France sur route espoirs, il se classe successivement troisième du Tour des Flandres espoirs et sixième du ZLM Tour, deux épreuves de la Coupe des Nations espoirs. Il est victime en mai d'une fracture de coude. Il revient à la compétition durant l'été et remporte le titre de champion d'Europe de poursuite par équipes espoirs, associé à Thomas Denis, Florian Maitre et Benjamin Thomas. Le quatuor bat à cette occasion le record de France de poursuite par équipes en réalisant un temps de 3 min 56 s 277. En août et septembre, les bons résultats s’enchaînent. Il est deuxième du contre-la-montre et de la course en ligne du championnat de France espoirs, puis quatrième du championnat d'Europe du contre-la-montre espoirs. Au cours de l'automne, il prend part aux championnats d'Europe de cyclisme sur piste qui ont lieu du 19 au 23 octobre 2016 sur le vélodrome de Saint-Quentin-en-Yvelines. Il décroche à cette occasion le titre de champion d'Europe de poursuite par équipes et celui de champion d'Europe de poursuite individuelle à l'issue d'un duel avec le champion du monde italien Filippo Ganna. Quelques semaines plus tard il prend part à la première manche de la coupe du monde de cyclisme sur piste 2016-2017 et se classe deuxième de la poursuite par équipes puis cinquième de la course à l'américaine avec Morgan Kneisky.

### 2017-2019: carrière professionnelle

#### 2017: les débuts avec le Team Wiggins
En novembre 2016, Corentin Ermenault signe son premier contrat avec l'équipe britannique Wiggins. Bradley Wiggins salue le recrutement du jeune Français qu'il considère comme un « grand talent ».
Pour ses débuts sous ses nouvelles couleurs, il confirme son talent dans les épreuves contre-la-montre et glane des médailles de bronze dans la catégorie espoirs lors des championnats de France, d'Europe et du monde de la spécialité.
Membre de la sélection des Hauts-de-France présente aux championnats de France de cyclisme sur piste 2017, il décroche une médaille d'argent en poursuite par équipes (avec Romain Bacon, Dany Maffeïs, Rémi Huens et Florian Deriaux) et devient champion de France de poursuite individuelle pour la première fois de sa carrière. Le même mois, il s'engage avec la nouvelle équipe continentale professionnelle Vital Concept créée par Jérôme Pineau.

#### 2018-2019: Vital Concept-B&B Hotels
En juin 2018, il se classe onzième du championnat de France du contre-la-montre. En août, Corentin Ermenault participe aux championnats de France de cyclisme sur piste disputés à Hyères. Il y gagne les titres de champion de France de poursuite par équipes (avec Adrien Garel, Marc Fournier et Jérémy Lecroq), de l'américaine et de poursuite individuelle devant Sylvain Chavanel. Au cours de ces championnats, il se classe aussi second de la course scratch et troisième de l'omnium.
En juillet 2019, Corentin Ermenault participe à la seconde manche de la coupe de France Fenioux piste organisée au Mans et gagne les trois courses dans lesquelles il est engagé. Il s'impose en effet lors de l'omnium, de la course aux points et de l'américaine (avec Adrien Garel). Il est également sélectionné pour représenter la France aux championnats d'Europe de cyclisme sur route. Il s'adjuge à cette occasion la cinquième place du relais mixte et la vingtième du contre-la-montre individuel. Engagé aux championnats de France de cyclisme sur piste quelques jours plus tard, il obtient trois médailles d'argent grâce à la poursuite par équipes (avec Florian Deriaux, Dany Maffeïs, Louis Brulé et Baptiste Gourguechon), la course aux points et l'américaine (avec Adrien Garel). Il devient aussi champion de France du scratch pour la première fois de sa carrière après avoir devancé de peu Morgan Kneisky sur la ligne d'arrivée. Il décroche également son troisième titre consécutif en poursuite individuelle, en battant en qualification le record de France de la distance détenu depuis 1996 par Francis Moreau (4 min 15 s 616 contre 4 min 16 s 274). En octobre, il annonce mettre un terme à sa carrière sur route pour se consacrer à la piste. Le 19 octobre, il devient pour la deuxième fois champion d'Europe de poursuite, en ayant battu une nouvelle fois le record de France en qualifications, avec un temps de 4 min 10 s 314.

### Le retour chez les amateurs depuis 2020
En 2020, il retourne chez les amateurs au sein de l'AVC Aix-en-Provence et est médaillé de bronze du championnat du monde de poursuite. Néanmoins, le quatuor français de poursuite par équipes échoue à se qualifier pour les Jeux olympiques de Tokyo et Ermenault, déçu et démotivé, décide de prendre un congé sabbatique. En novembre, le Comité paralympique et sportif français lui propose de faire les Jeux Paralympiques en tant que pilote biplace d'Alexandre Lloveras. L'année suivante, il est champion de France de poursuite  et troisième du championnat de France de contre-la-montre amateurs. En août, il participe aux Jeux paralympiques en tant que pilote du cycliste malvoyant Alexandre Lloveras. Le duo se classe troisième de la poursuite en catégorie B (cycliste ayant une déficience visuelle, utilisant un vélo tandem) à la suite de la disqualification du Polonais Marcin Polak pour usage d'EPO avant de s'imposer quelques jours plus tard sur le contre-la-montre sur route, puis de décrocher le bronze sur la course en ligne.
Il fait son retour en équipe de France sur piste en 2022. Dès le mois d'avril, il est aligné sur la manche de Coupe des nations de Glasgow. Il fait partie du quatuor qui gagne la poursuite par équipes, puis il remporte la poursuite individuelle en battant à deux reprises son propre record de France pour le porter à 4 minutes et 5,644 secondes.
En 2023, il est sélectionné pour participer aux championnats du monde de cyclisme sur piste au cours de l'été. Il se classe cinquième de la poursuite par équipes et douzième de la poursuite individuelle.

## Palmarès sur piste

### Championnats du monde
| Édition / Épreuve              | Poursuite individuelle | Poursuite par équipes |
| Hong Kong 2017                 | 4e                     | 5e                    |
| Berlin 2020                    | Bronze                 | 8e                    |
| Saint Quentin-en-Yvelines 2022 | 8e                     | 6e                    |
| Glasgow 2023                   | 12e                    | 5e                    |

### Championnats du monde juniors
| Édition / Épreuve | Poursuite individuelle | Poursuite par équipes | Course aux points | Américaine |
| Glasgow 2013      | 9e                     | 8e                    |                   | 13e        |
| Séoul 2014        | 6e                     |                       | 11e               | 5e         |

### Coupe du monde
- 2016-2017
  - 2e de la poursuite par équipes à Glasgow
- 2019-2020
  - 1er de la poursuite par équipes à Milton (avec Benjamin Thomas, Thomas Denis, Kévin Vauquelin et Valentin Tabellion)
  - 2e de la poursuite par équipes à Minsk
  - 3e de la poursuite par équipes à Glasgow

### Coupe des nations
- 2022
  - 1er de la poursuite par équipes à Glasgow (avec Thomas Denis, Benjamin Thomas et Eddy le Huitouze)
  - 1er de la poursuite individuelle à Glasgow
- 2023
  - 2e de la poursuite par équipes au Caire
- 2024
  - 3e de la poursuite par équipes à Milton

### Championnats d'Europe
| Édition / Épreuve              | Poursuite individuelle | Poursuite par équipes                        | Course aux points | Américaine                 |
| Anadia 2013 (juniors)          | Bronze                 | Argent                                       |                   | Or (avec Jordan Levasseur) |
| Anadia 2014 (juniors)          | Argent                 |                                              | Or                |                            |
| Athènes 2015 (espoirs)         | Bronze                 |                                              |                   |                            |
| Montichiari 2016 (espoirs)     |                        | Or (avec Denis, Thomas et Maitre)            |                   |                            |
| Saint-Quentin-en-Yvelines 2016 | Or                     | Or (avec Denis, Chavanel, Thomas et Maitre)  |                   |                            |
| Berlin 2017                    |                        | Or (avec Denis, Pijourlet, Thomas et Maitre) |                   |                            |
| Glasgow 2018                   | 7e                     | 8e                                           |                   |                            |
| Apeldoorn 2019                 | Or                     | 6e                                           |                   |                            |
| Granges 2023                   | 4e                     | Bronze                                       |                   |                            |

### Championnats de France
- 2013

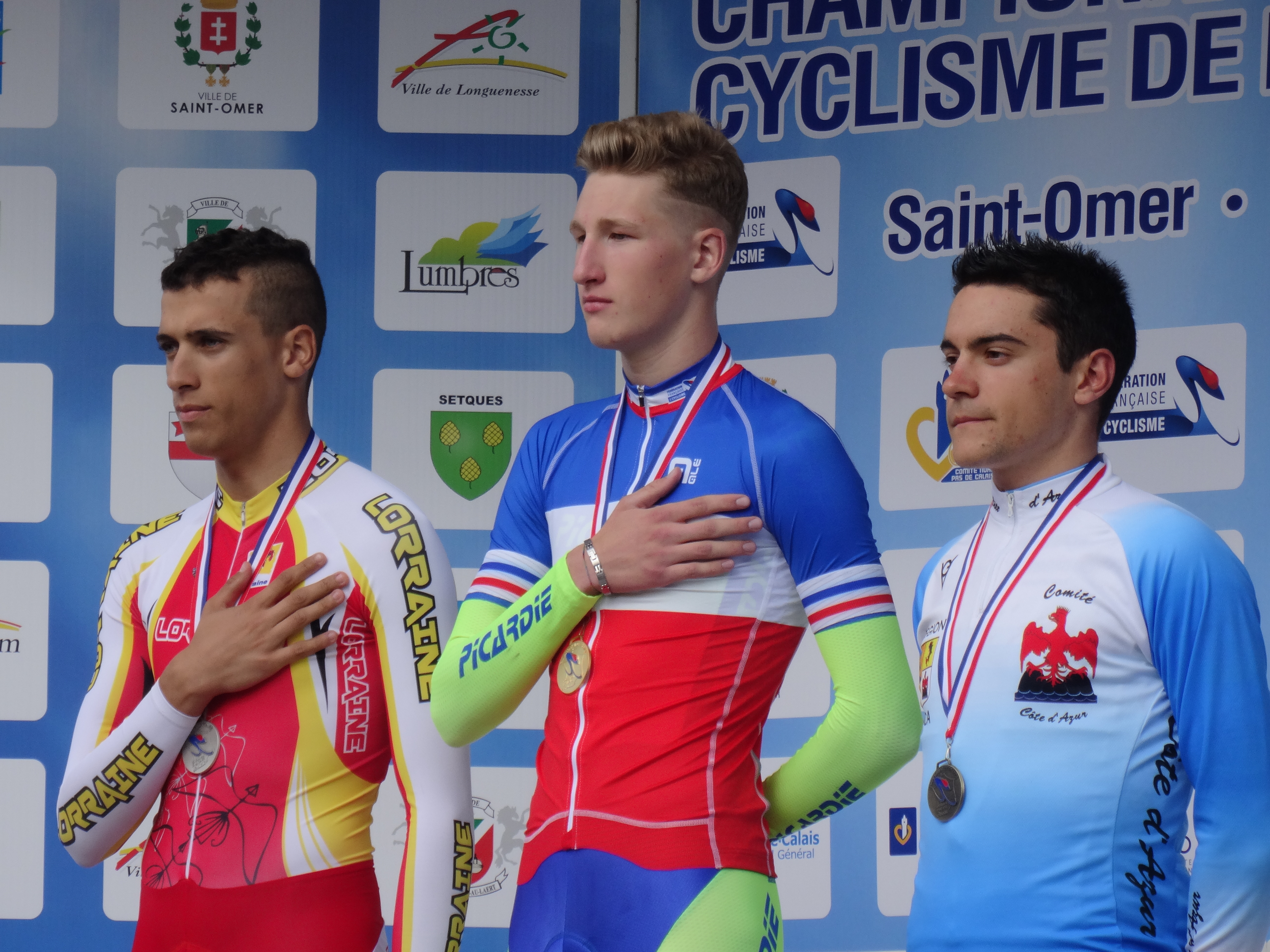
Rayane Bouhanni (2e), Corentin Ermenault (1er) et Jérémy Defaye (3e) lors des championnats de France de cyclisme sur route 2014.

  -  Champion de France de poursuite juniors
  - 3e de la poursuite par équipes juniors
- 2014
  -  Champion de France de poursuite juniors
  -  Champion de France de l'américaine juniors (avec Adrien Garel)
  -  Champion de France de poursuite par équipes juniors (avec Adrien Garel, Florian Maitre et Louis Richard)
  - 2e de la poursuite par équipes
- 2015
  - 2e de la poursuite par équipes
  - 3e de la poursuite individuelle
- 2016
  -  Champion de France de poursuite par équipes (avec Benoît Daeninck, Adrien Garel et Rémi Huens)
  - 2e de la poursuite individuelle
  - 2e de l'omnium
  - 3e de la course aux points
- 2017
  -  Champion de France de poursuite individuelle
  - 2e de la poursuite par équipes
- 2018
  -  Champion de France de poursuite par équipes (avec Adrien Garel, Marc Fournier et Jérémy Lecroq)
  -  Champion de France de poursuite individuelle
  -  Champion de France de l'américaine (avec Adrien Garel)
  - 2e du scratch
  - 3e de l'omnium
- 2019
  -  Champion de France du scratch
  -  Champion de France de poursuite individuelle
  - 2e de la poursuite par équipes
  - 2e de la course aux points
  - 2e de l'américaine
- 2021
  -  Champion de France de poursuite individuelle
- 2022
  -  Champion de France de poursuite individuelle
  -  Champion de France de poursuite par équipes (avec Emmanuel Houcou, Cédric Monge et Hugo Pommelet)
  -  Champion de France de l'américaine (avec Hugo Pommelet)
- 2023
  - 2e de la poursuite individuelle
  - 3e de la poursuite par équipes
- 2024
  -  Champion de France de poursuite par équipes (avec Adrien Garel, Louis Pijourlet et Clément Petit)
  - 2e de la poursuite individuelle

### Autres compétitions
- 2015
  - Poursuite par équipe de l'Open des nations (avec Julien Duval, Julien Morice et Maxime Daniel)

## Palmarès sur route

### Par année
- 2013
  - 4e du championnat d'Europe du contre-la-montre juniors
  - 7e du championnat du monde du contre-la-montre juniors
- 2014
  -  Champion de France du contre-la-montre juniors
  - Au Tour des Juniors :
    - Classement général
    - 2e étape (contre-la-montre par équipes)

  - Boucles du Canton de Trélon :
    - Classement général
    - 1re étape (contre-la-montre)

  - 1re étape de La Cantonale Juniors (contre-la-montre)
  - 2e des Boucles de Seine-et-Marne
  -  Médaillé d'argent du championnat d'Europe du contre-la-montre juniors
- 2015
  - Grand Prix de Saint-Quentin
  - 2e du Championnat Interrégional
  - 3e du Prix des Grandes Ventes
  - 3e du Trio normand
- 2016
  - Prix de Trouville-la-Haule
  - 2e du championnat de France de contre-la-montre espoirs
  - 2e du Prix de Carcès
  - 2e du Trio normand
  - 3e du Tour des Flandres espoirs
  - 3e du championnat de France sur route espoirs
  - 4e du championnat d'Europe du contre-la-montre espoirs
- 2017
  -  Médaillé de bronze du championnat du monde du contre-la-montre espoirs
  -  Médaillé de bronze du championnat d'Europe du contre-la-montre espoirs
  - 3e du championnat de France de contre-la-montre espoirs
- 2021
  -  Champion paralympique de la course contre-la-montre catégorie B (en tant que pilote d'Alexandre Lloveras)
  - 1re étape du Tour de Loire-Atlantique (contre-la-montre)
  - 3e du championnat de France de contre-la-montre amateurs
  - 3e du Tour de Loire-Atlantique
  -  Médaillé de bronze de la course en ligne catégorie B aux Jeux paralympiques (en tant que pilote d'Alexandre Lloveras)
- 2022
  - Grand Prix National de Cintegabelle (contre-la-montre)
  - Tour du Canton de l'Estuaire : 
    - Classement général
    - 2e étape

  - 1re étape de la Boucle de l'Artois (contre-la-montre)
  - 1re étape du Tour de la Mirabelle (contre-la-montre)
  - 3e étape du Tour Nivernais Morvan
  - Grand Prix Midi Prim
  - 2e du championnat de France de contre-la-montre amateurs
  - 2e de Paris-Connerré
- 2023
  - 6e épreuve des Boucles du Haut-Var
  - 3e étape des Boucles de la Charente-Maritime (contre-la-montre)
  - 2e étape du Tour de la Manche (contre-la-montre)
  - Prologue et 1re étape du Tour de Loire-Atlantique
  - 2e étape de la Route Vendéenne
  - 3e des Boucles de la Charente-Maritime
- 2024
  - 2e du championnat de France de contre-la-montre amateurs

### Classements mondiaux
| Année                                 | 2016 | 2017 | 2018  | 2019  | 2020 | 2021 | 2022  |
| ------------------------------------- | ---- | ---- | ----- | ----- | ---- | ---- | ----- |
| Classement mondial                    | 673e | 732e | 2374e | 1814e | nc   | nc   | 2141e |
| UCI Europe Tour                       | 427e | 967e | 1582e | 1192e | nc   | nc   | 1346e |
| UCI Asia Tour                         | 555e | nc   | nc    |       |      |      |       |
|                                       |      |      |       |       |      |      |       |
| Légende : nc = non classéSource : UCI |      |      |       |       |      |      |       |

## Décorations
- Chevalier de la Légion d'honneur (2021)[32]